# Joel Neves
Joel Pires Quintas Neves (São Tomé, 1º maggio 1996) è un calciatore saotomense, centrocampista dell'Oriental Lisbona e della nazionale saotomense.

## Carriera

### Club
Esordisce tra i professionisti nella stagione 2014-2015 con la Sacavenense, club della terza divisione portoghese; anche nelle stagioni successive gioca in questa categoria, con vari club.

### Nazionale
Il 13 novembre 2020 esordisce con la nazionale saotomense giocando l'incontro di qualificazione per la Coppa d'Africa 2021 perso 2-0 contro il Sudafrica.

## Statistiche

### Cronologia presenze e reti in nazionale
| Cronologia completa delle presenze e delle reti in nazionale ― São Tomé e Príncipe | Cronologia completa delle presenze e delle reti in nazionale ― São Tomé e Príncipe | Cronologia completa delle presenze e delle reti in nazionale ― São Tomé e Príncipe | Cronologia completa delle presenze e delle reti in nazionale ― São Tomé e Príncipe | Cronologia completa delle presenze e delle reti in nazionale ― São Tomé e Príncipe | Cronologia completa delle presenze e delle reti in nazionale ― São Tomé e Príncipe | Cronologia completa delle presenze e delle reti in nazionale ― São Tomé e Príncipe | Cronologia completa delle presenze e delle reti in nazionale ― São Tomé e Príncipe |
| Data                                                                               | Città                                                                              | In casa                                                                            | Risultato                                                                          | Ospiti                                                                             | Competizione                                                                       | Reti                                                                               | Note                                                                               |
| ---------------------------------------------------------------------------------- | ---------------------------------------------------------------------------------- | ---------------------------------------------------------------------------------- | ---------------------------------------------------------------------------------- | ---------------------------------------------------------------------------------- | ---------------------------------------------------------------------------------- | ---------------------------------------------------------------------------------- | ---------------------------------------------------------------------------------- |
| 13-11-2020                                                                         | Johannesburg                                                                       | Sudafrica                                                                          | 2 – 0                                                                              | São Tomé e Príncipe                                                                | Qual. Coppa d'Africa 2021                                                          | -                                                                                  | 88’                                                                                |
| 16-11-2020                                                                         | Port Elizabeth                                                                     | São Tomé e Príncipe                                                                | 2 – 4                                                                              | Sudafrica                                                                          | Qual. Coppa d'Africa 2021                                                          | -                                                                                  |                                                                                    |
| 24-3-2021                                                                          | São Tomé                                                                           | São Tomé e Príncipe                                                                | 0 – 2                                                                              | Sudan                                                                              | Qual. Coppa d'Africa 2021                                                          | -                                                                                  | 84’                                                                                |
| 28-3-2021                                                                          | Cape Coast                                                                         | Ghana                                                                              | 3 – 1                                                                              | São Tomé e Príncipe                                                                | Qual. Coppa d'Africa 2021                                                          | -                                                                                  | 80’                                                                                |
| Totale                                                                             |                                                                                    | Presenze                                                                           | 4                                                                                  |                                                                                    | Reti                                                                               | 0                                                                                  |                                                                                    |